# Ламишино (хутор)

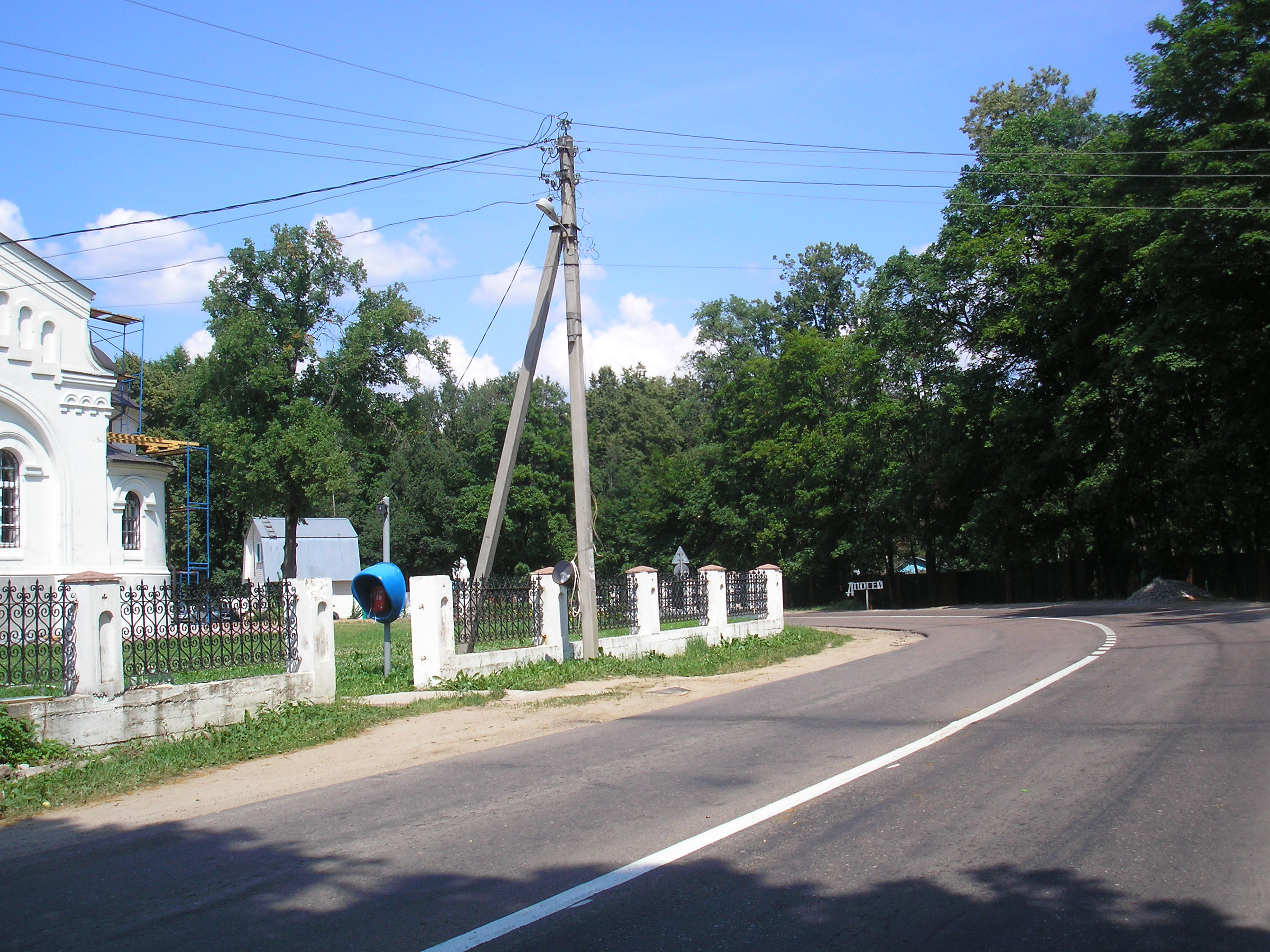

Ламишино — хутор, расположенный в Бужаровском сельском поселении Истринского района Московской области. Население — 24 чел. (2010), на хуторе 1 улица — Вишнёвая. С Истрой связан автобусным сообщением (автобус № 32).
Находится примерно в 9 км на север от Истры, в 100 м от берега Истринского водохранилища, высота над уровнем моря 180 м.
В Ламишино действует церковь Казанской иконы Божьей Матери, впервые упоминаемая в 1670 году. Нынешнее здание храма построено в 1905 году на месте обветшавшего деревянного. Ранее — село Ламишино (также назвалось Ламишино-Богородское, или Богородское-Ломишино). В начале XVII века принадлежало боярину князю Григорию Петровичу Ромодановскому, в 1648 году, по писцовым книгам, приобретено Федором Плещеевым. В 1670 году в приходной книге Патриаршего Приказа встречается запись, что в Дмитровской десятине Мушковскаго стана, «…в вотчине Федора Львова Плещеева, в селе Богородском, Ломишино тож…» имеется новоприбылая церковь Нерукотвореннаго Образа. В переписной книге 1678 года церковь уже названа «Нерукотворенного Образа и Пресвятой Казанской Богородицы», с 1743 года называлась просто Казанская. По переписным книгам 1705 года село записано за кравчим Кириллом Алексеевичем Нарышкиным. В дальнейшем в XVIII веке имение дробилось, владельцами, кроме перечисленных, были Воейковы, братья Жеребцовы (у каждого отдельная часть), Мещерские, Бурцовы.

## Население
| 2002 | 2006 | 2010 |
| ---- | ---- | ---- |
| 5    | →5   | ↗24  |